# Radstädter Tauernpass
Der Radstädter Tauernpass, amtlich Radstädter Tauern, ist ein 1738 m ü. A. hoher Gebirgspass zwischen zwei Gebirgsgruppen der Niederen Tauern, den Schladminger Tauern im Osten und den Radstädter Tauern im Westen. Der Pass liegt im Bundesland Salzburg in Österreich und verbindet im Taurachtal den Pongau und den Lungau.
Über diesen schon im Altertum genützten Alpenübergang führt die heutige Katschbergstraße (B99), die von Radstadt im Ennstal über den Pass nach Tweng und Mauterndorf im Lungau und schließlich über Sankt Michael im Lungau und den Katschbergpass (1641 m ü. A.) nach Kärnten führt. Direkt auf dem Pass liegt der Wintersportort Obertauern.
In der Nähe der Passhöhe entspringen die beiden Flüsse Nördliche Taurach (Pongauer Taurach) und Südliche Taurach (Lungauer Taurach), die beide streckenweise parallel zur Katschbergstraße verlaufen. In beiden Rampen durchqueren die Katschbergstraße und die jeweilige Taurach jeweils eine Engstelle. In der Nordrampe liegt die sehr enge Taurachklamm, in der Südrampe der Twenger Talpass.

## Name
Namensgeber für den Pass ist der Ort Radstadt im Ennstal, der Pass wiederum ist Namensgeber für das Gebirge der Radstädter Tauern.

## Geschichte
Schon in vorrömischer Zeit bauten die Taurisker eine Straße über die Radstädter Tauern, die wohl schon in norischer Zeit befahrbar war. Die von den Römern genutzte fertige Straße entwickelte sich später zu einer der wichtigsten Alpenstraßen überhaupt, nachdem teilweise umfangreiche Ausbauten und Modernisierungen durchgeführt worden waren. Im Lauf der Jahre verfiel die Straße jedoch, so dass der Erztransport auf ihr fast zum Erliegen kam.

### Die Römerstraße und die Station In Alpe
Eine umfangreiche Erneuerung der Radstädter Tauernpassstraße erfolgte in der römischen Kaiserzeit unter Septimius Severus (193–211). Der einstige Statthalter Roms in Pannonien und spätere Kaiser baute mehrere Alpenstraßen. Die neue Trasse der Tauriskerstraße führte dabei zu großen Teilen auf der Strecke der alten Straße. Der insbesondere in Passnähe neu trassierte Abschnitt brachte sogar eine Verkürzung zur alten Wegstrecke mit sich. Gebaut wurde die Römerstraße Virunum–Iuvavum als Militärstraße erster Ordnung, um bei den ständigen Abwehrkämpfen der römischen Legionen an der Nordgrenze eine schnelle Verbindung mit Italien zu schaffen.
Mit Hilfe von Kehren bewältigten die römischen Straßenbauer eine Höhendifferenz von 725 Metern bei einer durchschnittlichen Steigung von 8,25 %. Einige Forscher sehen in der nur 2,5 Meter breiten Straße einen Saumweg; dennoch ist wahrscheinlich, dass er mit Karren in der gesamten Länge, also auch über die Passhöhe hinweg befahrbar war. Große Steinplatten bildeten den Straßenbelag, hohe Begrenzungssteine begrenzten die Straße, bei der eine Neigung der Fahrbahn für den Wasserabfluss sorgte.
In den römischen Itinerarien ist der Pass des Radstädter Tauern unter dem Namen In Alpe eingetragen; eine Bezeichnung, die in der Spätantike zumindest die römische Mansio (Post- und Pferdewechselstation) in unmittelbarer Passnähe bezeichnete. Hier war der Meilenpunkt 16 (XVI) der Straße. Man nimmt die Lage beim Tauernfriedhof an, schon 1825 sollen hier römische Grundmauern gefunden worden sein, die Fundstücke (Werkzeuge, Waffen, Münzen) sind aber verloren gegangen.
An beiden Passrampen sind etliche römische Meilensteine aus Schaidberger Marmor als Marksteine der Erneuerung erhalten geblieben. Sechs Steine aus dem 3. Jahrhundert, ursprünglich von der Moaralm, stehen beim Tauernfriedhof.
Zwei Römersteine finden sich noch am Twenger Talpass (Wacht) südlich. Steine vom Posthaus Tweng sind in Salzburg deponiert. Insgesamt wurden südlich des Tauernpasses fünf Meilensteine gefunden.

## Bilder

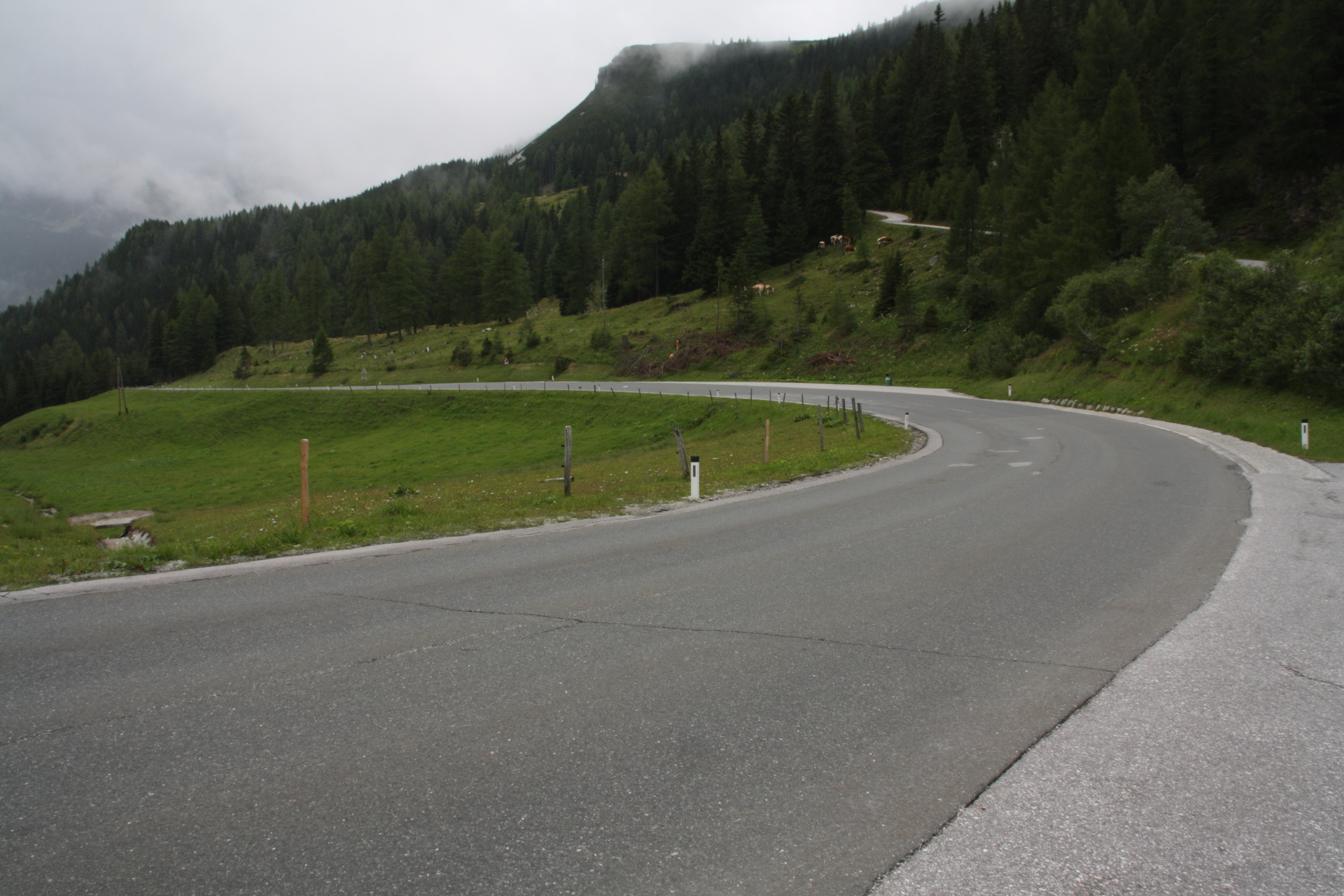
Nordrampe
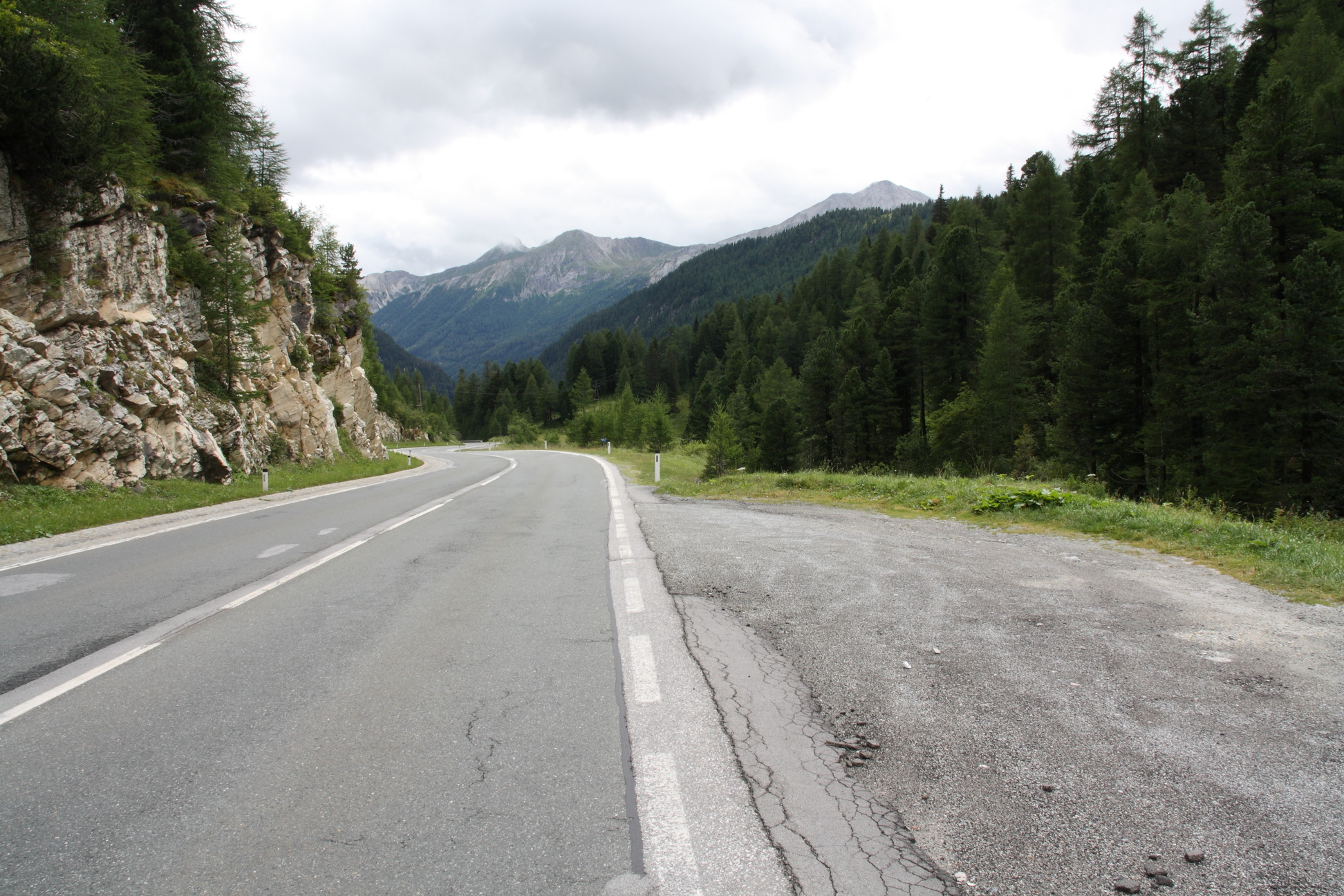
Südrampe
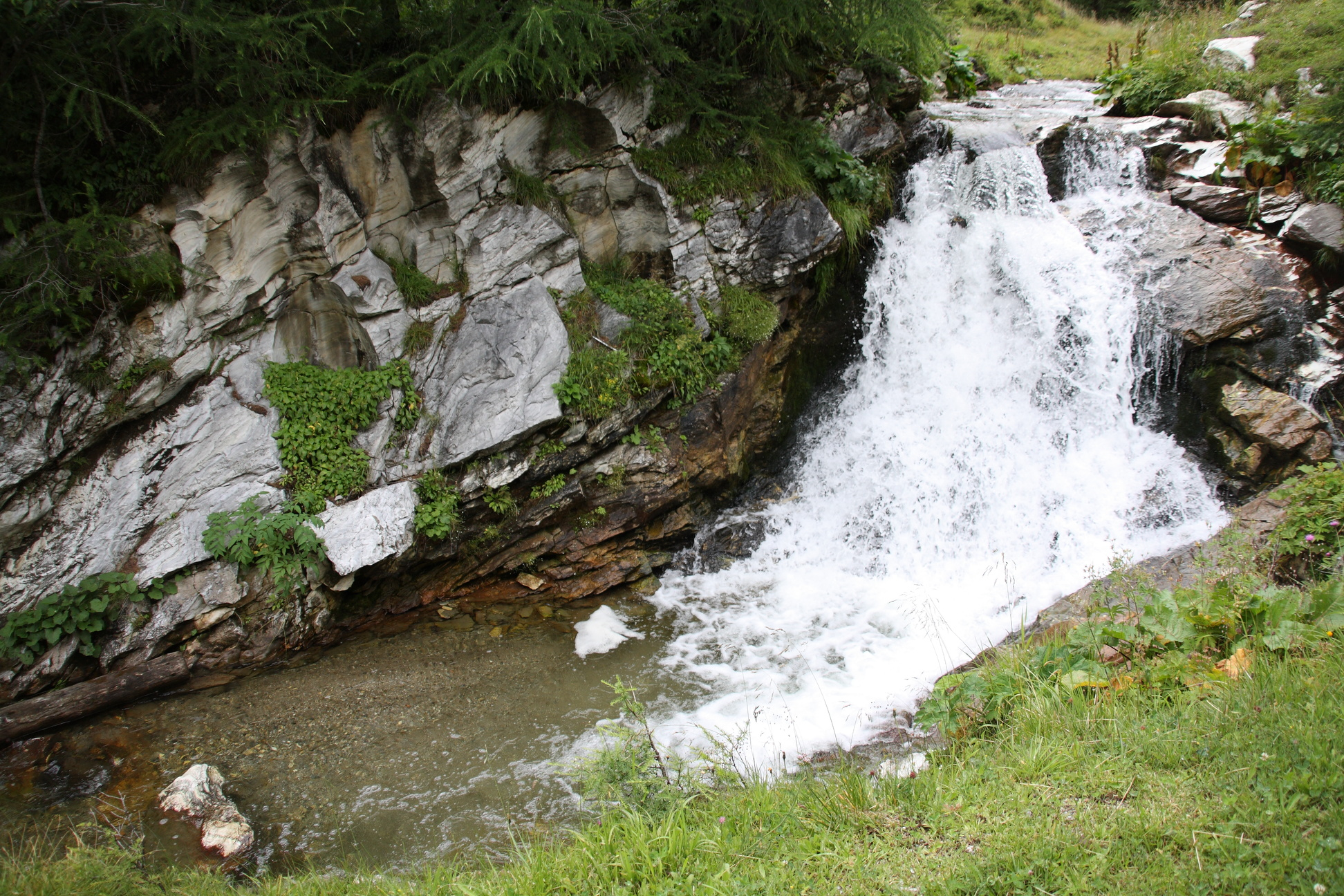
Die Lungauer Taurach zwischen Twenger Talpass und Radstädter Tauernpass
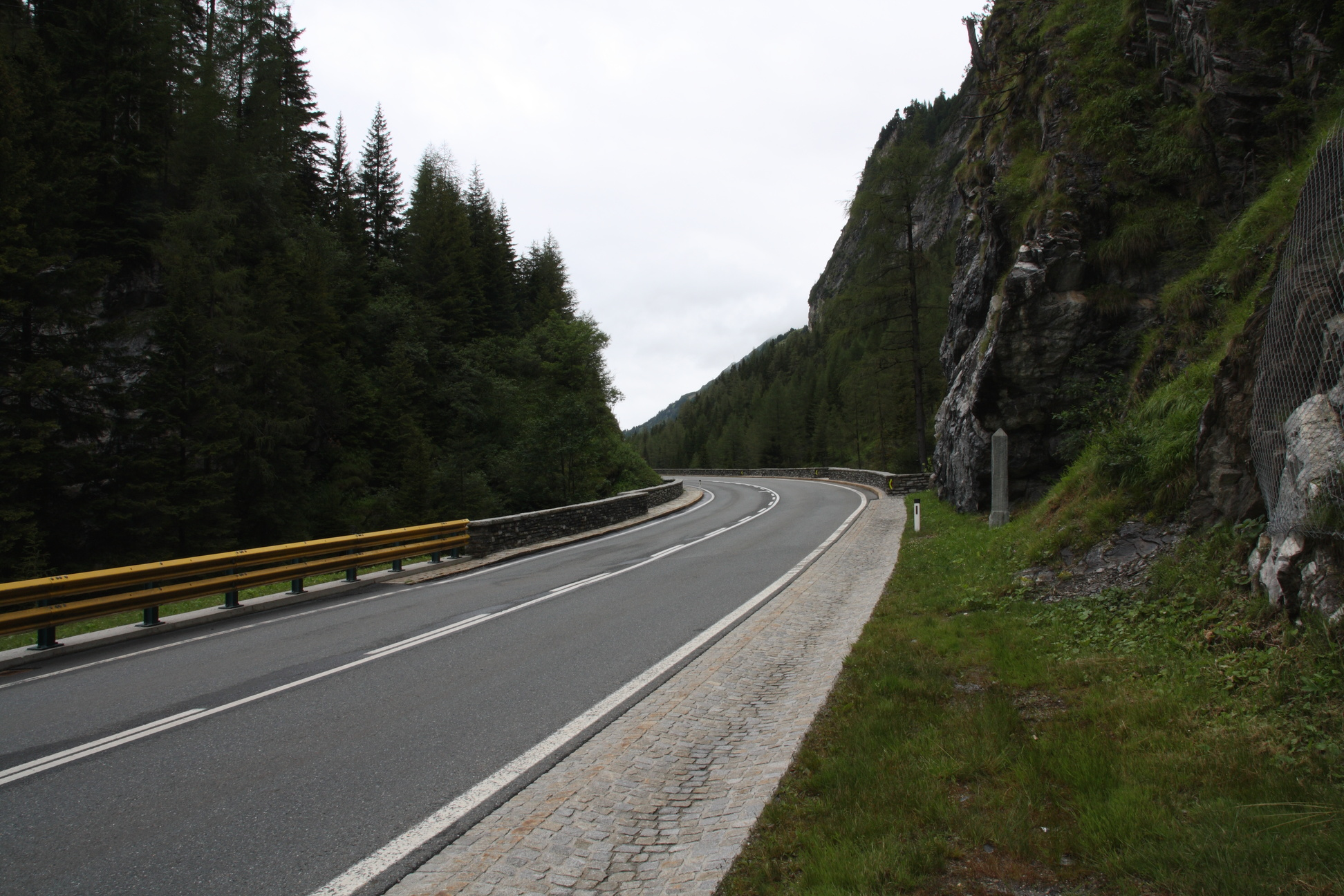
Twenger Talpass
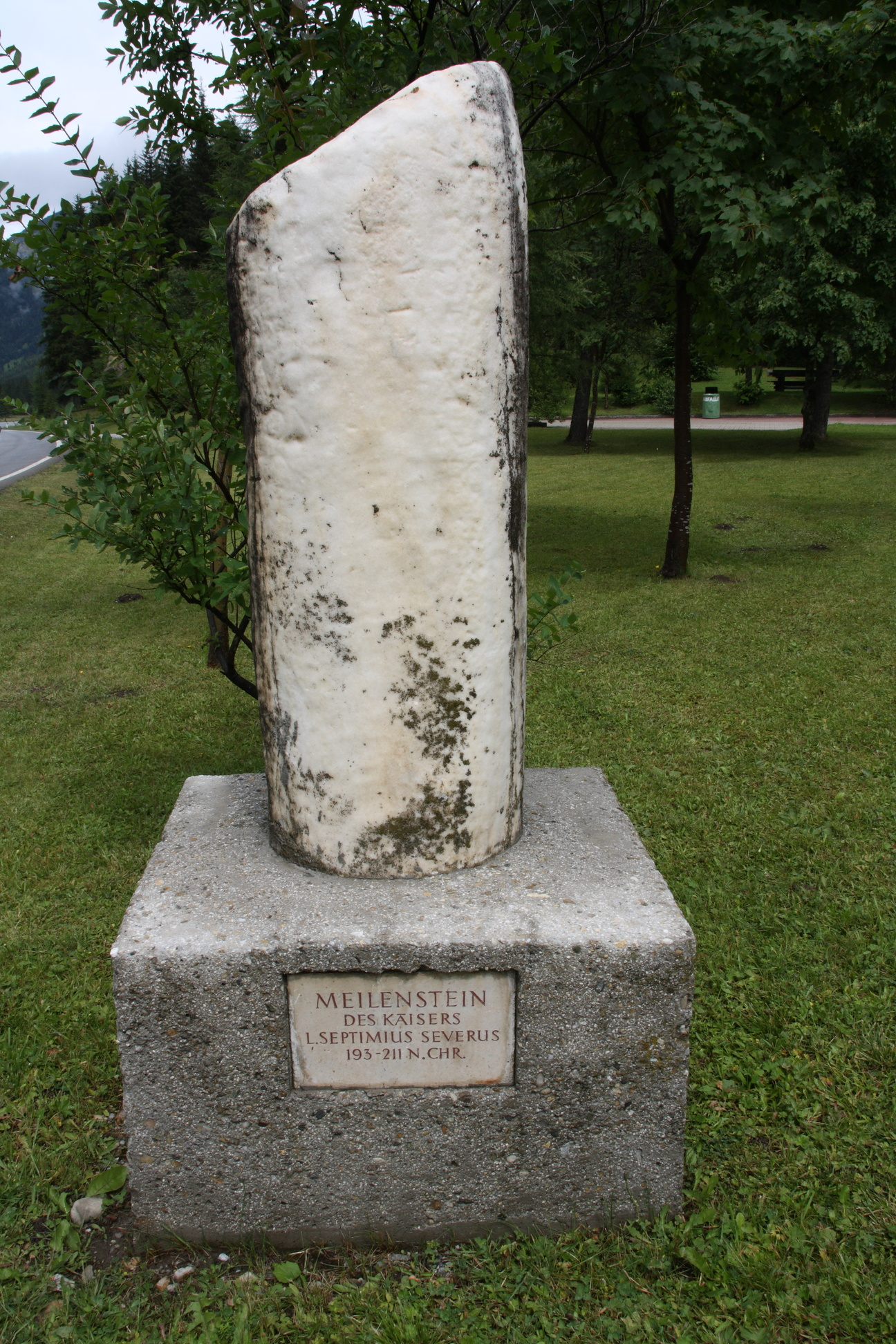
Römischer Meilenstein des Kaisers L. Septimius Severus (193–211) an der Südrampe